# Althea

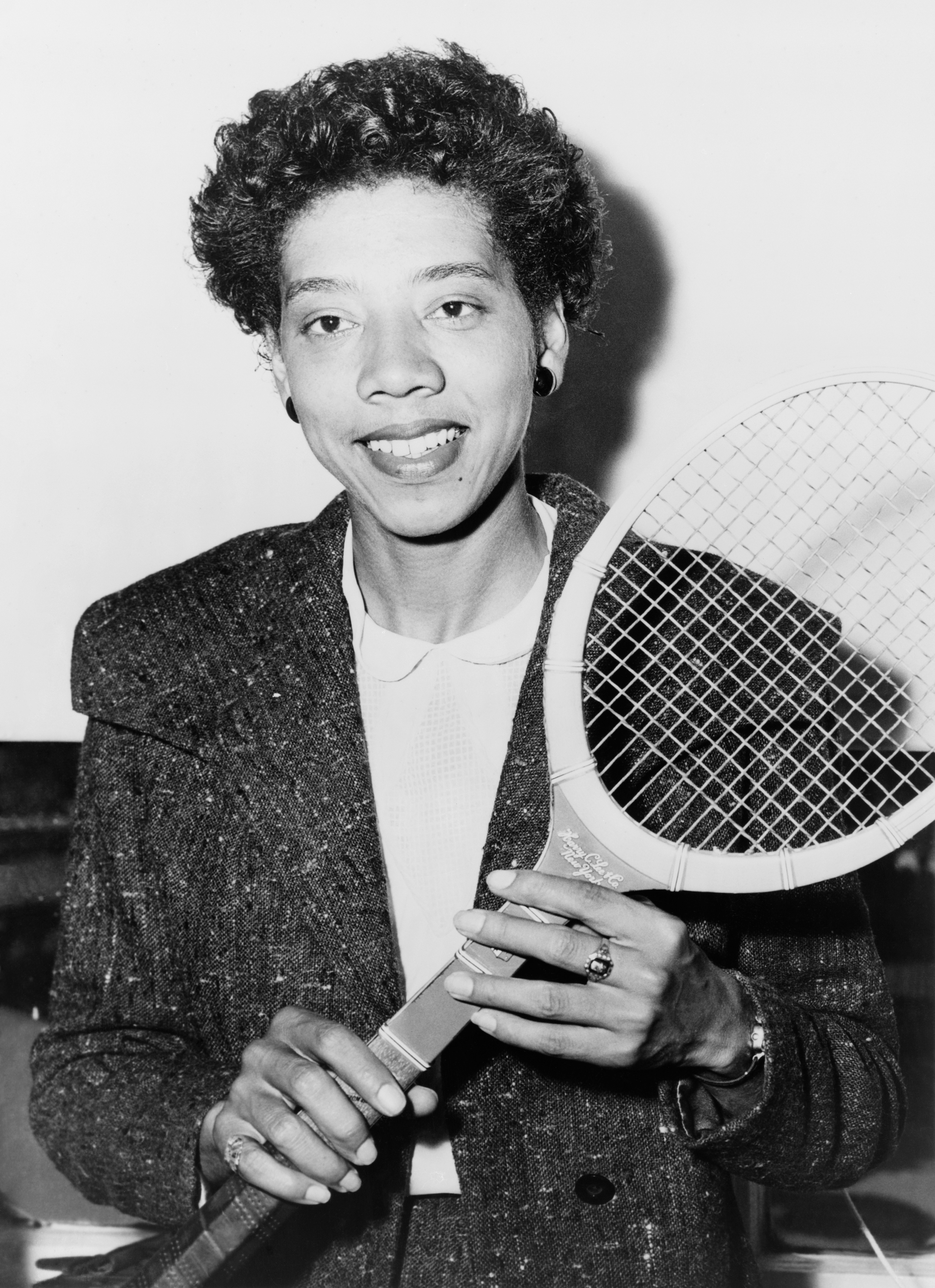
Althea Gibson

Althea eller Altea är ett grekiskt kvinnonamn som är bildat av ordet althaia som betyder bota.
Namnet härstammar från den grekiska mytologin och blev åter aktuellt under 1600-talet då den engelske poeten Richard Lovelace använde namnet som en pseudonym för kvinnan han älskade.
Den 31 december 2014 fanns det totalt 392 kvinnor folkbokförda i Sverige med namnet Althea/Altea, varav 119 bar det som tilltalsnamn.
Namnsdag i Sverige: saknas (1986-1992: 19 maj)

## Personer med namnet Althea
- Althea Gibson, amerikansk tennisspelare